# Мужское реальное училище имени Пушкина
Мужское реальное училище имени Пушкина — учебное заведение, действовавшее в конце XIX — начале XX века в Бийске. В 1902 году для образовательного учреждения на месте его прежнего деревянного строения 1875 года постройки было возведено новое кирпичное сооружение. В здании также находилось Николаевская женская гимназия.

## История
В 1875 году в Бийске было построено деревянное училище для мальчиков. В 1899 году к столетию рождения Александра Сергеевича Пушкина ему было присвоено имя знаменитого поэта.
В 1902 году для училища на месте его старого деревянного здания было построено новое кирпичное.
В 1904 году по инициативе предпринимательницы Елены Григорьевны Морозовой у здания появился второй этаж, в котором разместилась домовая церковь.
В 1919 году из-за взрыва были утрачены архитектурные элементы центральной части сооружения над церковным помещением второго этажа.
В 1920—1923 годах здесь находился центральный городской молодежный клуб, с 1924 года – средняя школа имени Крупской, в 1929—1934 годах — вечерний народный университет, а в 1939 году здание занял учительский институт.
В 1928 году второй этаж здания частично восстановили; некоторые окна главного и торцевых фасадов были заложены.